# Coptops lituratus
Coptops lituratus es una especie de escarabajo longicornio del género Coptops, tribu Mesosini, subfamilia Lamiinae. Fue descrita científicamente por Klug en 1833.

## Descripción
Mide 16-19 milímetros de longitud.

## Distribución
Se distribuye por Madagascar.